# Crypsiphona amaura
Crypsiphona amaura är en fjärilsart som beskrevs av Edward Meyrick 1888. Crypsiphona amaura ingår i släktet Crypsiphona och familjen mätare. Inga underarter finns listade i Catalogue of Life.